# Zero-61
Zero-61 – awangardowa grupa fotograficzna działająca w Toruniu w latach 1961–1969.
Jej członkami byli m.in.
- Czesław Kuchta
- Jerzy Wardak
- Józef Robakowski
- Wiesław Wojczulanis(inne języki)
- Andrzej Różycki
- Antoni Mikołajczyk
- Wojciech Bruszewski
- Michał Kokot